# Stade Jean Laville
Das Stade Jean Laville ist ein Fußballstadion in Gueugnon, Département Saône-et-Loire in der Region Burgund, Frankreich. Genutzt wird es vom FC Gueugnon und ist nach dem französischen Politiker Jean Laville (* 1880, † 1938) benannt worden. Eröffnet im Jahr 1919 hat es derzeit 13.872 Plätze.
Im Jahr 2003 begann man mit der Renovierung des Stadions im Hinblick auf die Anforderungen für die zweite französische Liga. Geplant ist ein überdachtes Sitzplatzstadion mit 17.500 Plätzen. Als Erstes baute man eine neue Westtribüne und danach folgte die Nordtribüne. Die rund fünf Millionen Euro teure Nordtribüne ist ausgestattet mit VIP-Logen, Umkleidekabinen, Einrichtungen für Presse und Fernsehen, Büros und Restaurant. 
Der FC Bourg-Péronnas stieg zur Saison 2015/16 in die Ligue 2 auf. Da das Stade Municipal de Péronnas des FC Bourg-Péronnas nicht den Anforderungen der Ligue 2 entspricht, trägt der Verein seine Spiele im Stadion in Gueugnon aus.